# Cerednîkî, Reșetîlivka
Cerednîkî (în ucraineană Чередники) este un sat în comuna Ploske din raionul Reșetîlivka, regiunea Poltava, Ucraina.

## Demografie
Componența lingvistică a localității Cerednîkî
     Ucraineană (98,72%)
     Rusă (1,28%)
Conform recensământului din 2001, majoritatea populației localității Cerednîkî era vorbitoare de ucraineană (98,72%), existând în minoritate și vorbitori de rusă (1,28%).